# Río Guarrojo
Río Guarrojo är ett vattendrag i Colombia. Det ligger i den centrala delen av landet, 400 km öster om huvudstaden Bogotá.